# Ariquemes (gemeente)
Ariquemes is een gemeente in de Braziliaanse deelstaat Rondônia. De gemeente telt 109.523 inwoners (schatting 2020).

## Aangrenzende gemeenten
De gemeente grenst aan Alto Paraíso, Buritis, Cacaulândia, Jaru, Machadinho d'Oeste, Monte Negro, Rio Crespo, Theobroma en Vale do Anari.